# Требище
Вижте пояснителната страница за други значения на Требище.
Требище е село в Южна България. То се намира в община Смолян, област Смолян.

## География
Село Требище се намира в планински район. В землището на селото се намира прочутата в региона ловна вила „Бурето“

### Етимология
Според академик Иван Дуриданов етимологията на името Трепища е от личното име *Трепо, произлязло с обратно образуване от *Трепко, а то от *Требко < Трѣб(ь)ко, хипокористикон от композита като полските лични имена Trzebie-mir, Trzebie-sław, Trzebosław, словенските Trebo-bor, Trebi-brat, Trebe-mer, с основа trěb. Йордан Заимов смята, че първоначалното име е *Трьпишта от личното име *Трьпо, което произхожда от глагола трьпѣти. Според Дуриданов в историята на българския език няма данни за развитието на този глагол в *трепя.